# Srednjovjekovna Petrinja
Smatra se da je Petrinja kao naselje postojala i prije prvog spominjanja imena Petrinja iz 1201. godine, koje se ne odnosi na mjesto već na rijeku Petrinjčicu. Područje na kojem je utemeljena stara Petrinja naprije je pripadalo pod sisačku biskupiju. Od 1085., odnosno, 1094. postaje posjed novoosnovane zagrebačke biskupije. Krajem 11. i početkom 12. stoljeća petrinjski kraj postaje sastavni dio Gorske županije, dok je u širem administrativno-teritorijalnom, odnosno regionalnom, pogledu tijekom srednjeg vijeka smatran dijelom Slavonije.

## Osnivanje slobodnih kraljevskih gradova
Iz pojedinih slavonskih naselja dugotrajnim gospodarskim, društvenim i pravnim procesima izrastaju gradovi, kao što se to događačo u cijeloj Srednjoj Europi tijekom srednjovjekovlja. Dio domaćeg stanovništva prestaje se baviti poljoprivredom kao primarnom djelatnosti, počinju naseljavati važna prometna čvorišta na kojima nstaju prvi srednjovjekovni gradovi. Bitne povlastice kolonista ili novih naseljenika u povijesnim izvorima nazivani su hospites jesu: sloboda kretanja (libera migracio) i sloboda oporučivanja pokretne i nepokretne imovine. Tijekom 13. stoljeća gradovi u Slavoniji ne nastaju samo na kraljevskom teritoriju, nego i sve više na velikaškim i crkvenim (biskupskim) posjedima. Iz gradskih povlastica, koje je tridestih godina 13. stoljeća dijele u Slavoniji kralj Bela IV. i njegov brat Koloman, može se zaključiti da su sinovi hrvatsko-ugarskog kralja Andrije našli u slavonskim građanima vjerne saveznike. Davanjem povlastica i prije provala Mongola gradovima Varaždinu (1209.), Perni (1225.), Vukovaru (1231.), Virovitici (1234.) i Petrinji (1240.), čime dolazi do naglašenijeg osamostaljivanja ovh gradova u odnosu prema slavonskim velikašima, crkvenim dostojantvenicima i samom banu Slavonije, ponajprije u privrednom i pravnom životu. Nesumnjivo, tu je riječ o gradovima koji kao naselja postoje otprije, samo što neke od njih upoznajemo tek u trenutku dobivanja povlastica slobodniog kraljevskog grada. Kraljevske povalstice su svjesno dijeljene u odabranim, pograničnim naseljima. Samobor i Varaždin su na samoj granici prema "Teutoniji" tj. slovenskim zemljama, Perna i Petrinja su uz Petrovu goru, što znači na granici prema srednjovjekovnoj Hrvatskoj, dok je Vukovar važno naselje na Dunavu, istočnoj granici Slavonije. Herceg Koloman podjeljujući privilegije slobodnim kraljevskim gradovima, pa tako i Petrinji, vrlo je dobro znao kakve će uzajamne koristi imati ovo povezivanje vladara i građana protiv slavonskih velikaša. Zato u uvodnom dijelu svih povlastica ističe da ih izdaje, ne samo zato što je "dužan dijeliti pravdu, nego i zato što će varošani u budućnosti njemu pružati pomoć."

## Privilegije hercega Kolomana 1240. godine
Oko 1240. godine Petrinja je svakako već bila poznato gusto naseljeno mjesto sa znatnim udjelom stranaca (gosti ili hospites), uglavnom obrtnika i trgovaca. Upravo ti stranci zamoliše 1240. slavonskog hercega i vojvodu Kolomana, brata hrvatsko-ugarskog kralja Bele IV. da ime podijeli "sloboštine, što ih svojim radom zaslužuju", što je odobrenjem kralja učinio. Posebno poveljom Koloman daje povlastice hospitibus nostris in Petrina commorantibus (hrv. našim građanima koji borave u Petrinji), što je također dokaz već iznesenih činjenica kako je podjela ovih povlastica "samo određena faza u životu postojećih naselja...". Dobivanjem povlastica grad dobiva i širi teritorij od dosadašnjeg, a stanovnici tog izvangradskog područja (terrestres) smatrani su članovima gradske općine i uživali jednake povlastice kao i građani. Petrinjske se privilegije u bitnim odrednicama gotovo ne razlikuju od povlastica Perne (1225.) i Samobora (1242,), iz razloga što su povlastice Perne korištene pri izradi petrinjskih, a ove kod davanja povlastica građanima Samobora. U petrinjskoj se ispravi točno navode prava i obveze Petrinjaca i njihova grada. Građani Petinje (hospites de Petrina) oslobađaju se sudbenosti svih kraljevskih sudaca i podvrgava ih se sudskoj vlasti njihova suca - načelnika (maior ville), što ga sami slobodno biraju, a herceg potvrđuje. Nezadovljni presudama svoga suca-načelnika, imaju pravo priziva izravno kralju. Dužni su primiti na stan i pogostiti slavonskog bana, za što im on treba nadoknaditi troškove svoga boravka, a svaku počinjenu štetu ban plaća stostruko. Imaju sajamska prava; prema želji, slobodno i samostalno biraju petrinjskog župnika, a s crkvenom desetinom raspolažu kako im najviše odgovara. Obveze Petrinjaca prema kralju, najvjerojatnije nastale oko 1240. godine, pretvaraju se u godišnji porez u paušalnom iznosu od 100 pensa za čitavo naselje. Ta ustupljeno, dotad vladarsko pravo trgovanja, hospiti će plaćati vladaru 30 pensa tržne pristojbe (tributum fori). Petrinja je i poput ostalih slobodnih kraljevskih gradova imala pravo na vlastiti grb i pečat. Određuju se granice petrinjskog područja sa susjednim posjedima, čime se Petrinjcima pridružuje zemlja zvana Kneževo polje, za koje trebaju platiti 100 pensa. Valja reći, da su ostali slavonski gradovi, odnosno njihovi građani u pravilu zemlje ili šume oko njihova naselja, dobivali kao dar "osnivača". Hrvatski prijevod Kolomanove povelje prvi puta je objavljen 1942., ali ne iz povelje, jer nije izvorno sačuvana, već iz nešto kasnije izdane potvrde kralja Bele IV. Tekst povelje glasi: 
 Kolomanova isprava datirana je samo godinom pa se pouzdano ne zna gdje je izdana. Moguće je da je to bilo u Čazmi, onovremenom hercegovom sjedštu.

## Bela IV. potvrđuje privilegije hercega Kolomana
Mongolske provale već četrdesteih godina 13. stoljeća donose probleme i pustoš po Srednjoj Europi, ponajprije Ugraskoj. Neznatan otpor Mongolima i potpuni poraz Bele IV. i njegovog brata Kolomana 1241. godine na rijeci Šajo, razlogom su što kralj i herceg poduzimaju jedino što im preostalo ; spas bijegom u Hrvatsku. Bela bježi kroz Hrvatsku tzv. "vojničkom cestom" (via exercitualis) od Koprivnice preko Križevaca, Zagreba i Topuskog prema Dalmaciji, gdje se uspijeva spasiti na jednom otočiću kraj Trogira. Ima mišljenja da su Mongoli na svom putu prošli i pokraj Stare Petrinje, a njeni građani su se istaknuli u borbama protiv osvajača što im kralj Bela IV. ne zabotavlja, jer im uskoro potvrđuje dobivene povlastice. Prema nekim izvorima Mongoli ne uspijevaju zauzeti i razoriti soldino i čvrsto utvrđenu i dobro branjenu Staru Petrinju "pa ju mimoilaze". Prema istom izvoru "navalni klin Mongola (Tatara) bio je usmjeren preko Petrinje i Bihaća na Dalmaciju, tako da nisu poduzimali jače bočne ispade, nego su se zadovoljavali paljenjem i pljačkom nezaštićenih okolnih naselja." Poslije odlaska Mongola kralj Bela IV., koji se na povratku s Jadrana privremeno nalazi u Virovitici, 14. kolovoza 1242. Petrinjcima potvrđuje Kolomanove privilegije, a u potvrdi stoji: 
 Nedugo poslije ove potvrde Kolomanove povelje salvonski ban Dionizije smatra građane Petrinje tako vjerodostojnim osobama da ih, uz građane Perne, uzima kao svjedoke na raspravi koja se radi neke zemlje vodi između opatije Topsuko i Glinjana.

## Neuredno plaćanje crkvene desetine
Po svemu sudeći Petrinja je jedan od prvih slobodnih kraljevskih gradova koji počinje borbu sa zagrebačkim biskupima radi desetine. Kolonistima slobodnih gradova u Slavoniji, ptivilegijeom iz 1225., potvrđen je običaj (prout most est) prema kojem imaju pravo sami raspolagati sa svojom desetinom, a herceg Koloman u povelji izdanoj Petrinjcima 1240. ističe da s "crkvenom desetinom neka rade kako to drugdje običavaju građani". Dio povlastice iz 1225. po svoj prilici treba "tumačiti kao pravo građana da sami određuju oblik u kojem će plaćati crkvenu desetinu". Stoga ponešto iznenađuje postupak zagrebačkog biskupa Filipa, koji 1253. izopćuje i proklinje Petrinjce (homines de villa Petrina) što mu odbijaju plaćati desetinu u naturi. Istom 8. studenog 1255. uz posredovanje trogirskog biskupa Kolumbana koji se našao poslom u Gorama i odsjeo u crkvi sv. Klementa, Filip je građane Petrinje odriješio prokletstva. Oni mu zato svečano obećaše da će ubuduće kod svojih kuća (apud domos suas) svake godine do Martinja s voljom i pošteno plaćati desetinu u žitu, vinu, janjcima i svim ostalim stvarima od kojih se običava davati desetina. Ne bude li tako biskupovi će ljudi prema "zemaljskim zakonima" (iuxta consuetudinem terre) ubirati "desetinske denare". Unatoč obostranom sporazumu između biksupa i građana Petrinje spor te 1255., još nije bio okončan. Nesuglasice glede davanja desetine nastavljaju se i u vrijeme biskupa Timoteja (1263. – 1287.), kada ostaje zabilježen sličan takav spor tijekom 1267. godine. Možda su se Petrinjci prigodom tog spora pozivali na kraljev orivilegij, pa je biskup zamolio pomoć pape Klementa IV. koji 24. rujna 1268. dozvoljava Timoteju "da crkvenim kaznami... pritjera... odpornike na posluh". Nedugo potom općina ipak namiruje sve ono što je od nje traženo. Budući da građani Petrinje i njihovi "varoški podložnici" nisu bili točni u svojim obvezama, ponovno 1270. godine upadaju u kaznu izopćenja. Spor uskoro dolazi pred bana Henrika Gisingovca. Rasprava je održana 6. ožujka 1270. u Želinu, a petrinjski načelnik Petar, sin Rudolfov, svečano obećaje pred banom i biskupom Timotejom da će platiti zaostalo dugovanje, da će desetinu ubuduće plaćati dijelom u novcu, a dijelom u naturi i da će od sada biti točni. Vjerojatno su Petrinjci i tada nastojali izboriti "prvotno pravo" plaćanja svih vrsta desetina u novcu. Spor je riješen na obostrano zadovoljstvo budući i da je biskup dijelom popustio. On zahtjeva da samo najvažnije desetine (od žitarica, vina, janjaca, pčela i svinja) plaćaju u naturi, a za "male desetine" (decimus minutas, tj. prosa, lana i kokoši) dopušta da građani Petrinje i njeni podlonici otkupljuju svojim novcem. Iz ovih nesuglasica i sporova Petrinjaca sa zagrebačkim biskupom vidljiva su nastojanja slobodnih kraljevskih gradova za što potpunijim osamostaljenjem, oslanjanjem samo na vladara i od njega jednom dobivene povlastice. Prizivanje Petrinjaca na kraljeve povlastice tijekom vremena, ponajprije kod zagrebačkih biskupa, ima zanemariv značaj jer sve učestalije provode svoje zamisli, opravdavajući ih naglašenije nekadašnjim pravima na ta područja.

## Potvrde građanskih privilegija
Status Petrinje kao slobodnog kraljevskog grada gotovo je neprimjetan zadnjih godina vladanja Bele IV. Izbor Petrinje za održavanje rasprave između topuske opatije i žitelja Blinje tijekom 1266. glede Vinodola na Kupi, kada slavonski ban Ronaldo donosi presudu u korist opatije Topusko, mogli bismo shvatiti kako se Petrinji još uvijek pridaje određeni značaj, što je i primjeren slobodnim kraljevskim gradovima. Smatra se da je možda smrt slavonskog hercega Bele (1269.), mlađeg kraljevog sina, utjecala na "otad najutjecajnijeg velikaša" Slavonije bana Henrika Gisingovca da prilikom mirenja građana Petrinje i biskupa (1270.) ne spominje Petrinji kao slobodni kraljevski grad, što, vjerojatno, potiče Petrinjce da od novog hrvatsko-ugarskog kralja Stjepana V. traže potvrdu privilegija iz 1240., odnosno 1242. godine. Stoga kralj Stjepan V. 27. rujna 1271. godine daje "svima" na znanje "da su naši gostoprimci iz Petrinje pred nas iznijeli privilegij gospodina Bele, slavnog kralja Ugarske, koji je jednom dan ustvari njihove slobode, s molbom, da ga se udostojimo potvrditi svojim privilegijom." Ovim aktom kralja Stjepana V. naznačeno je kako se privilegij iz 1241. potvrđuje od riječi do riječi, a protiv građana Petrinje ni u kom slučaju ne mogu se izvoditi strani svjedoci, nego se "poslovi" moraju zakonski obaviti zakletvom, kao što je to bio običaj i u drugih kraljevskih gostoprimaca..." što se mora poštovati. Iz ove kraljeve potvrde naslućuje se kako "Arpadovići, bar Petrinju formalno ubrajaju građane Petrinje među svoje neposredne podanike...", a Petrinju kao slobodni kraljevski grad. Kralja Stjepana V. već 1272. nasljeđuje Ladislav IV., umjesto kojega Hrvatskom vlada njegov mlađi brat Andrija. Oba ova vladara pod skrbništvom su majke Elizabete, pa uz nju stvarno Hrvatskom (Slavonijom) vlada ban Joakim Pektar. Petrinjci nastoje i dalje ostati dobri kraljevi saveznici, vjerojatno, pribojavajući se gubitka svojih povlastica. Tijekom 1274. mole kralja Ladislava IV. Napuljskog potvrdu listine kralja Stjepana. Vladar molbu Petrinjaca prihvaća i potvrđuje im već dane privilegije budući da "pravni red i snaga jednakosti traže da se vladar povede za pravednim željama molbenika...samo da to što traže nije u suprotnosti s jednakošću i ne dolazi u suprotnost s tuđim pravom. Listinu kralja Stjepana IV. potrvđujem od riječi do riječi znakom...svog...dvostrukog pečata."

## Gospodari Petrinje od smrti Bele IV. (1272.) do vladanja kraljeva iz kuće Anžuvinaca 1301.
U vrijeme kralja "dječaka" Ladislava IV., sve su očitije negativne posljedice Beline vladavine (1235. – 1270.) i njegova sustava "trajne vlasti najvažnijih državnih dostojanstvenika" kada umjesto kralja i njegove majke vanjsku politiku vode velikaši. Stranačke napetosti i razmirice stalno su prisutne, a napuljski kralj Karlo II. poziva sve velikaše i dostojanstvenike u Ugarskoj na vjernost njegovu zetu kralju Ladislavu. Budući da je sve očitije bezvlašće, Ladislav čini vrlo malo ili gotovo ništa pa mu cjelokupno stanje sve više izmiče kontroli. Posebno kada moćna slavonska velikaška obitelj Gisingovci dovode za slavonskog vojvodu vladareva protivnika Andriju III. Mlečanina. Uskoro dolazi do ubojstva Ladislava 1290. godine. S njegovim nasljednikom, kraljem Andrijom koji je vladao do 1300. godine, prestaje u Hrvatskoj vlast hrvatsko-ugarskih kraljeva iz kuće Arpadovića. U vremenima nestabilnih kraljeva i snažnog uspona velikaških obitelji Šubića, Gisingovaca, Babonića i dr. Petrinjci se uzalud pozivaju na svoje kraljevske privilegije. Poznato je da je Petrinja još u vrijeme kralja Ladislava, usprkos njegovoj potvrdi petrinjskih kraljevskih privilegija iz 1274., prelazi iz herceških ruku pod vlast slavonskih velikaša i najvjerojatnije od 1362. godine gubi poseban položaj koji je do tada imala. Do 1278. grad je bio u posjedu obitelji Gisingovaca, točnije Ivana, brata slavonskog bana Henrika. Uspostavom mira između zavađenih obitelji Gisingovaca i Babonića, Petrinja pripada Babonićima, kasnije prozvanih Blagajskim:
Ovaj je ugovor zacijelo uslijedio po nagovoru kapetana Karla napuljskoga, a privolom hercega Andrije. Rod Babonića, koji je već otprije bio imućan i jak, ovim ugovorom vrlo je ojačao i gotovo mu nije bilo premca u Hrvatskoj. Babonići, moćna hrvatska velikaška obitelj, nakon mira s Gisingovcima, nastoje proširiti svoje posjede između Gvozda i Save. Međutim, ban Stjepan i brat mu Radoslav, koji se od 1288. također naziva "banom čitave Slavonije", dolaze u sukob;prvi podržava veze s budimskim, a drugi s napuljskim dvorom. Stoga, vjerojatno i proizlazi naklonost prema Radoslavu koju pokazuje kralj Andrija III. Mlečanin (1290. – 1300.), pa mu tijekom 1293. uz Vrbas, Glaž, Vinodol na Kupi, Želin, Okić, Podgorje i Samobor daruje i Petrinju. Zagrebački biskupi nastoje ponovno vratiti svoj nekadašnji utjecaj na posjede oko Petrinje i na samu Petrinju. Zauzimanjem kralja Karla Roberta, pismom pisanim u Višegradu 16. srpnja 1326. nezakonito stečene posjede, Hrastovicu i Vinodol, Ivan Babonić otpušta zagrebačkom biskupu i Kaptolu. Po svemu sudeći iste godine zagrebački biskup Ladislav II. de Kobol ulazi u posjed Petrinje i cijele petrinjeske gospoštije, zajedno s vlastelinstvom Gradec, ali zakratko, jer uskoro ponovno prelaze u vlasništvo Babonića.

## Petrinja u posjedu velikaških obitelji do konačne predaje zagrebačkom Kaptolu 1480. godine
Tijekom većine 14. stoljeća Petrinja i petrinjski kraj nalazio se u posjedu velikaške obitelji Babonić, koja je te posjede svakako nastojala zadržati, i time otkloniti želju zagrebačkog biskupa, Kaptola i nekih drugih velikaških boitelji za posjedovanjem Petrinje. Vladari iz kuće Anžuvinaca vrlo dobro su znali za petrinjske privilegije, stoga su razmišljali o ponovnoj potvrdki njezinih povlastica i podizanju Petrinje na položaj što su ga imaju ostali slobodni kraljevski gradovi. To se naslućivalo već iz isprave kralja Karla Roberta (1301. – 1342.) od 17. lipnja 1333. kada se, prigodom potvrde Beline povelje (1242.) gradu Samoboru, prvo prisjeća Kolomanovih povlastica danih "građanima naših slobodnih mjesta Petrinje..." (lat. liberalum villarum nostrarum Petrina, videlice Jastrabraczka...). Zanimanje zagrebačkog Kaptola za Petrinju nije prestajalo. Naslućuje se to i kod kaptolskog prijepisa povlastica potvrđenih od kralja Ladislava 1274. godine, usprkos tome što Kaptol u uvodu prijepisa naglašava kako utvrđivanjem godišnjih obaveza što ih Petrinjci Kaptolu trebaju davati njihov privilegij nije zakinut, već je "od riječi do riječi proveden...", i kaptolskim pečatom potvrđen "na osmi svečani rođendan blaženog Ivana Krstitelja godine Gospodnje 1341."

## Agrarni odnosi na području Stare Petrinje u prvoj polovini 16. st.
U drugoj polovici 15. i na početku 16. stoljeća gotovo svako veće vlastelinstvo imalo je svoje gradsko naselje - trgovište (lat. oppidium). Gradska su naselja, pa i Stara Petrinja u 15. stoljeću bila sastavni dio strukture vlastelinstva.